# Maurycy Gottlieb
Maurycy Gottlieb (Drohobycz, Galicia, 21 de febrero de 1856-Cracovia, 17 de julio de 1879) fue un destacado pintor judeo polaco.
A la edad de quince años ingresó a la Academia de Arte de Viena. Posteriormente estudiaría con Jan Matejko en Cracovia. Dejó el estudio de Matejko después de menos de un año, debido al antisemitismo de sus compañeros, para volver a Viena a investigar sobre sus raíces judías, ya que fue criado de forma secular.
A los veinte años, obtuvo una medalla de oro en una competencia de arte en Múnich por el cuadro Shylock y Jessica, que evocaba una escena de El Mercader de Venecia, de Shakespeare. Pintó la cara de Jessica basándose en la de Laura Rosenfeld, una mujer a quien le había pedido matrimonio, quien rechazó su ofrecimiento y se casó con un banquero berlinés. 
A pesar de su temprana muerte, debido a la complicación de una angina, actualmente se conservan más de trescientos trabajos suyos, aunque no todos están terminados. Después de la caída la Cortina de Hierro, se recuperaron muchas colecciones polacas desconocidas en Occidente, lo que aumentó considerablemente la reputación de Gottlieb.

## Galería

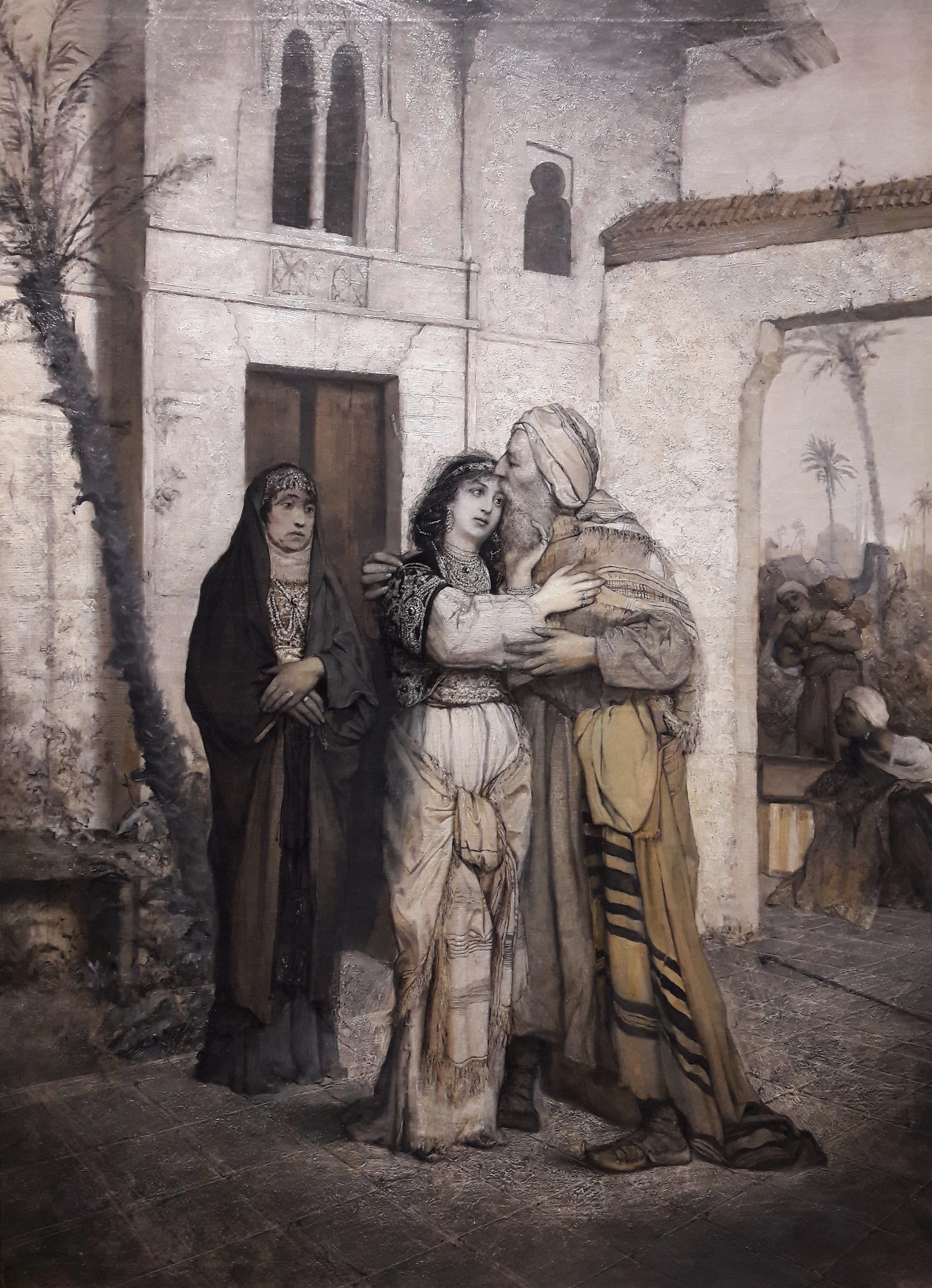
Recha dándole la bienvenida a su padre Nathan, 1867-1877, Museo Nacional de Polonia, Varsovia
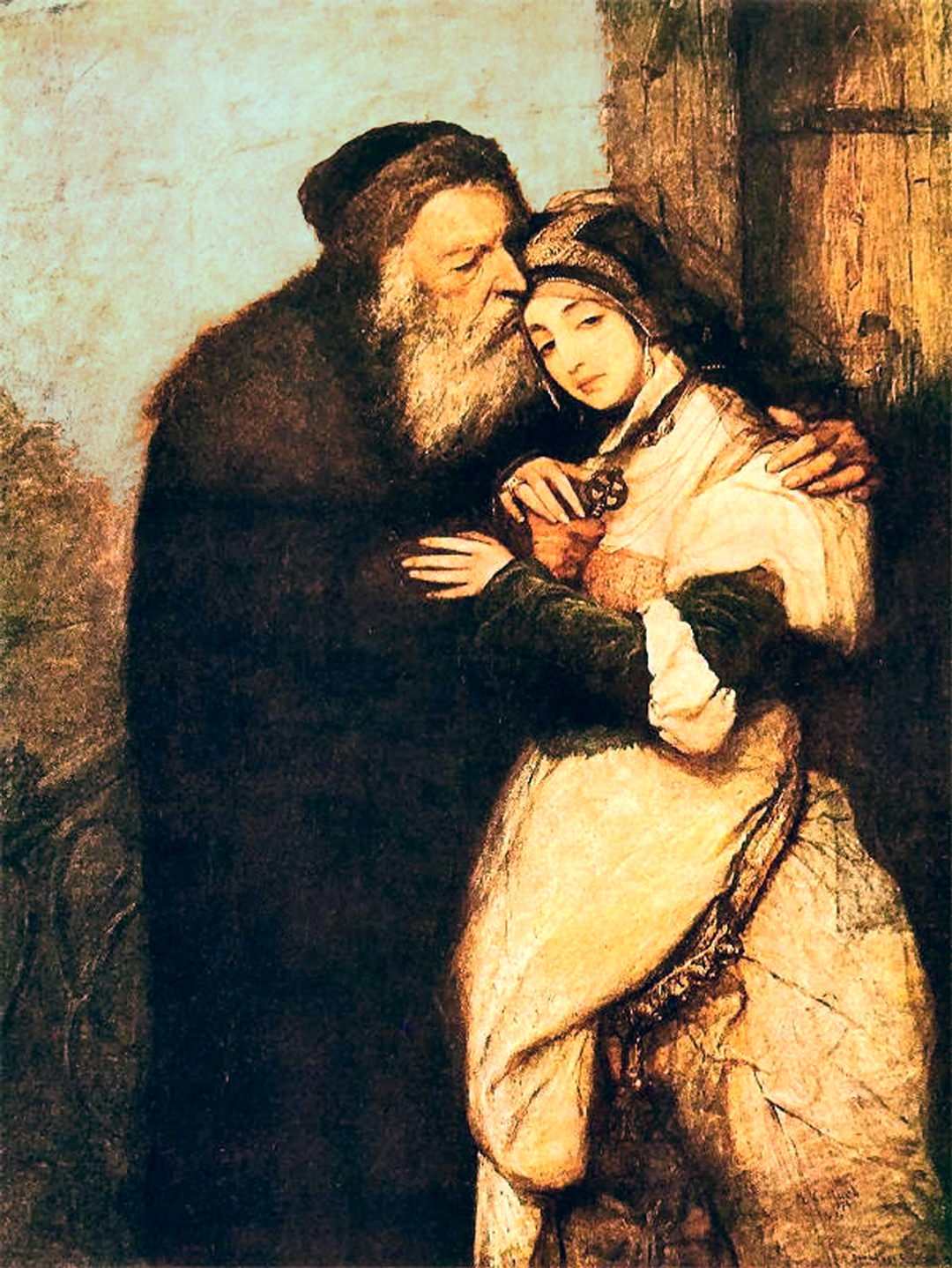
Shylock y Jessica, c. 1876
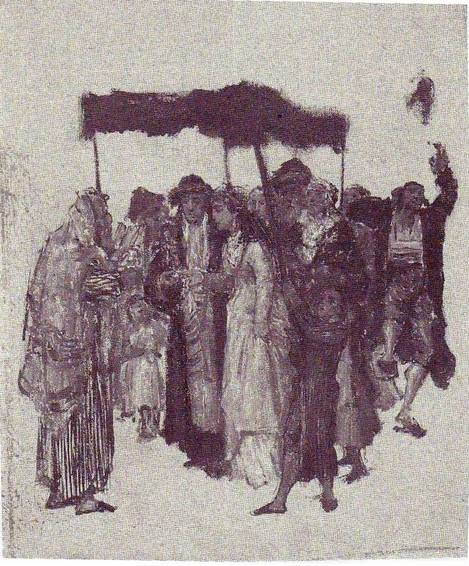
Boceto para La boda judía
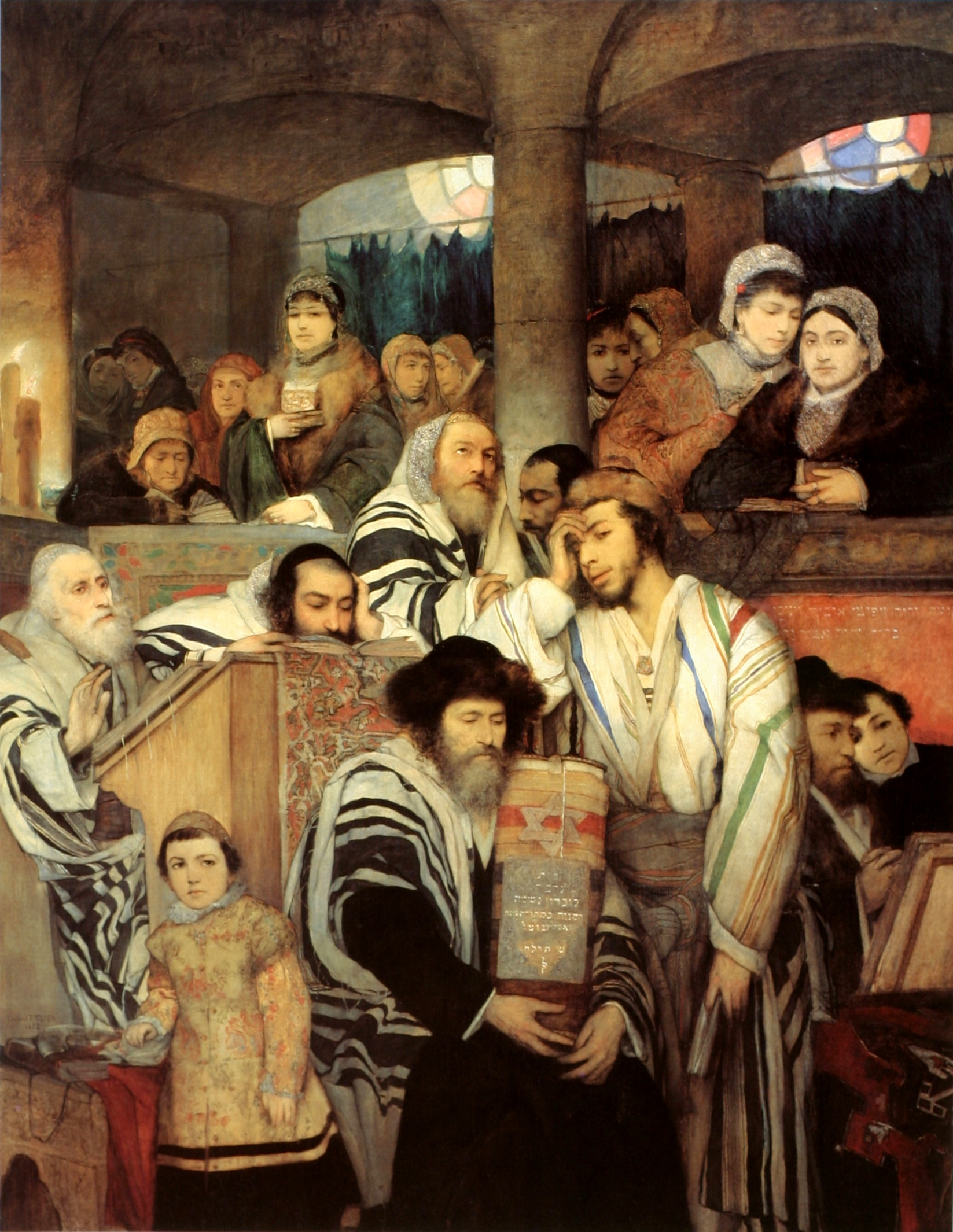
Judíos rezando en la sinagoga en Yom Kippur, 1878. Museo de Tel Aviv, Israel
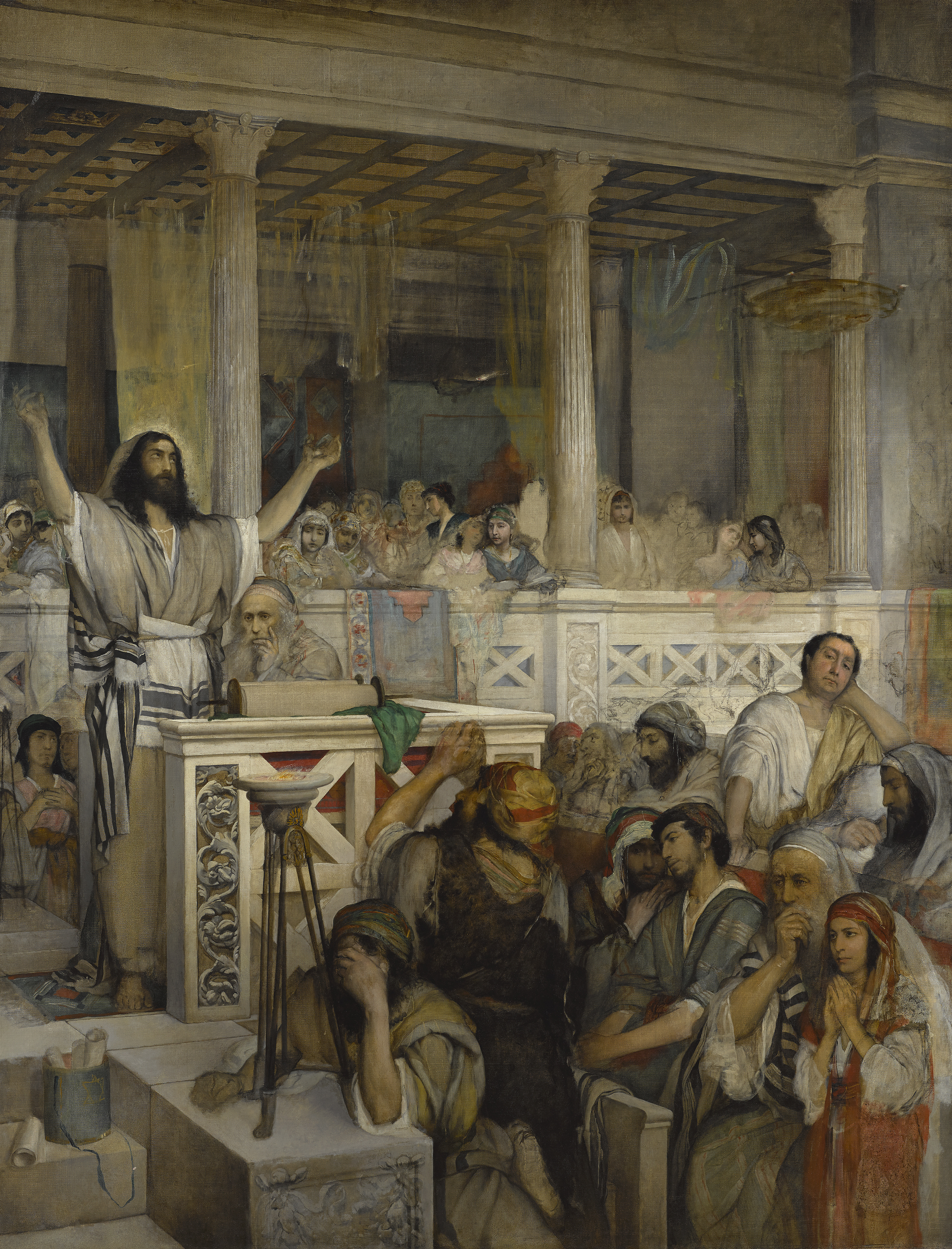
Cristo predicando en la Sinagoga de Cafarnaúm, 1878-79, Museo Nacional de Polonia, Varsovia
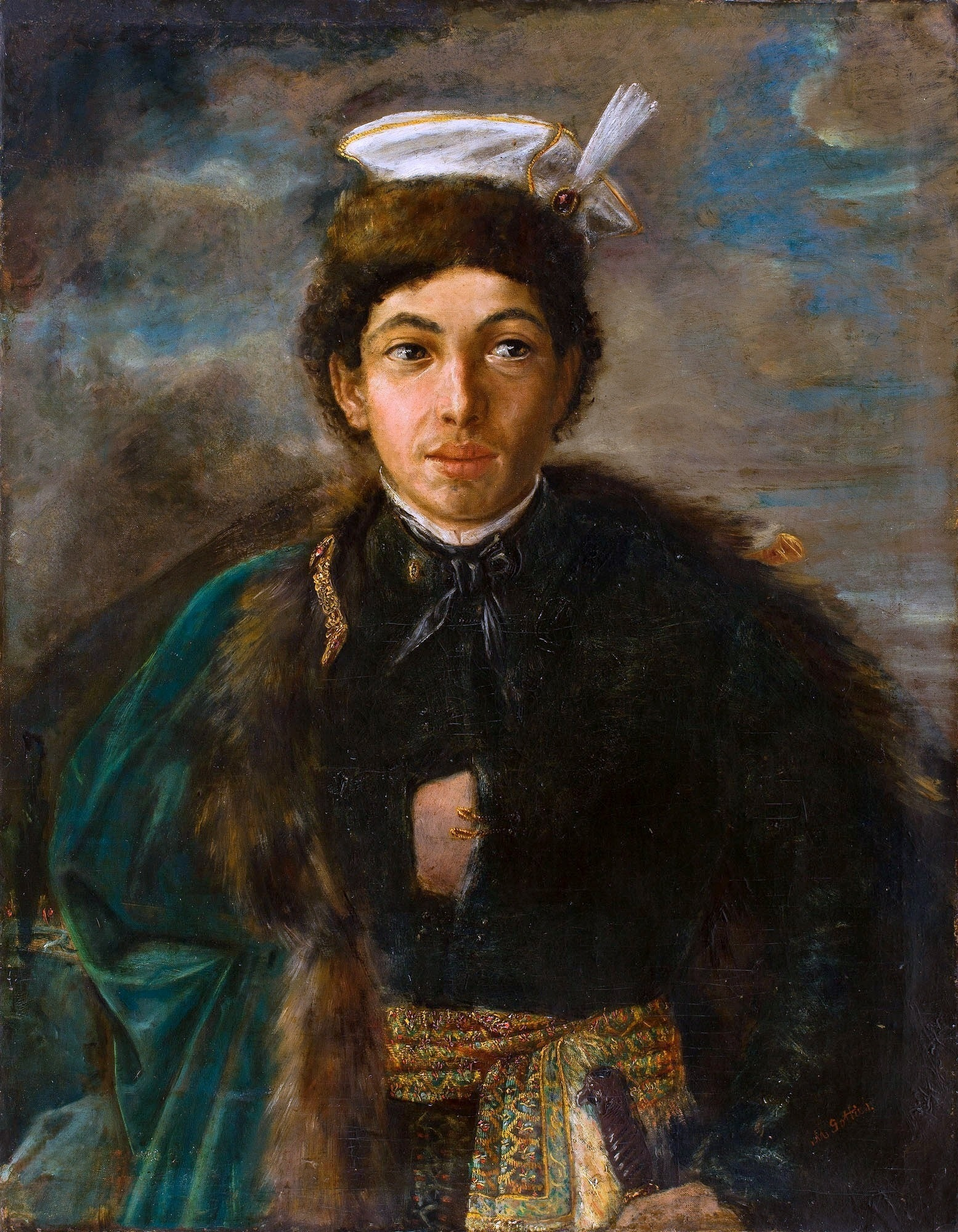
Aurorretrato vestido de noble polaco, 1874
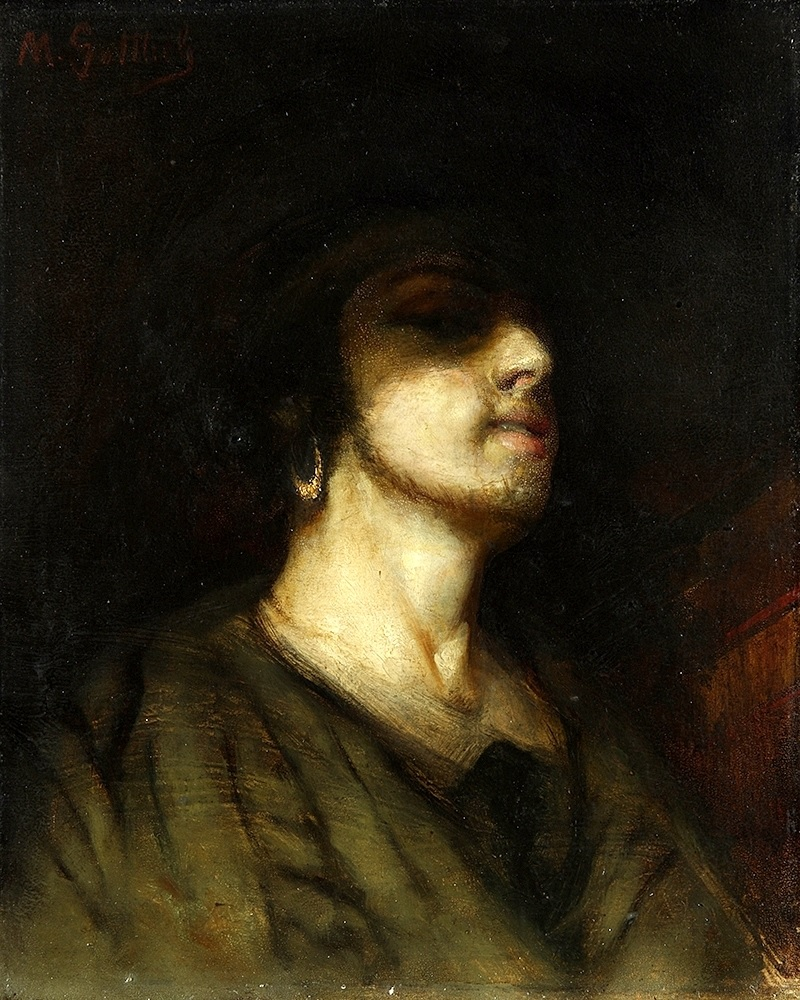
Autorretrato, 1876
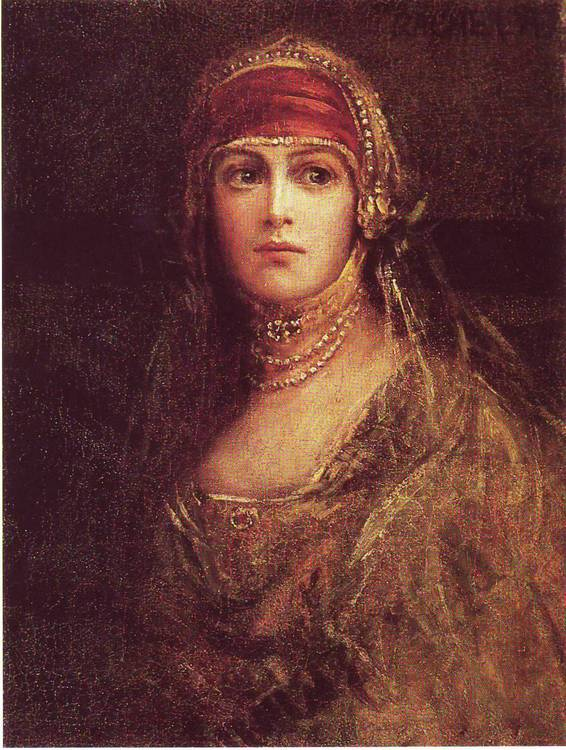
Rachela
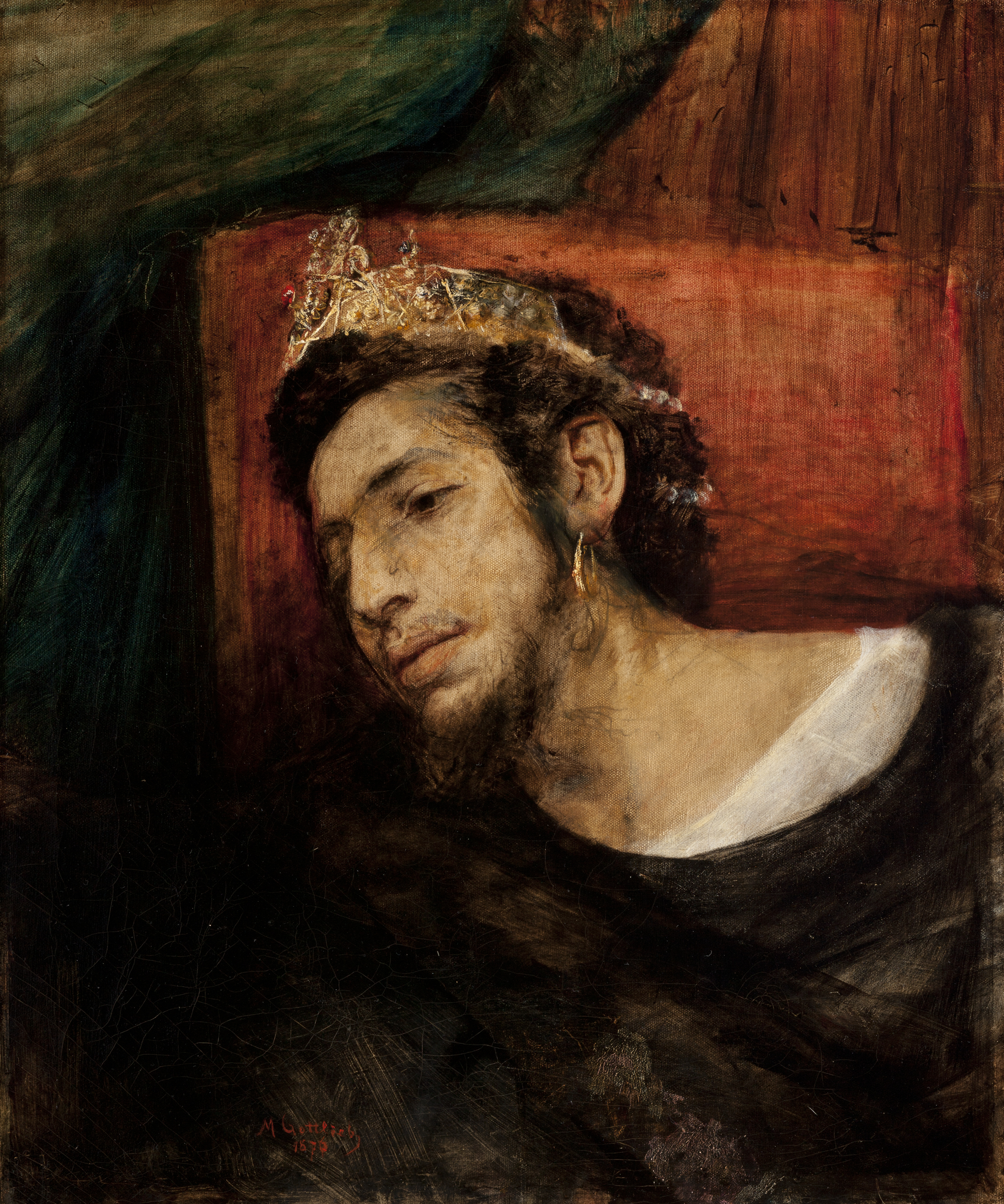
Autorretrato como Asuero, 1876
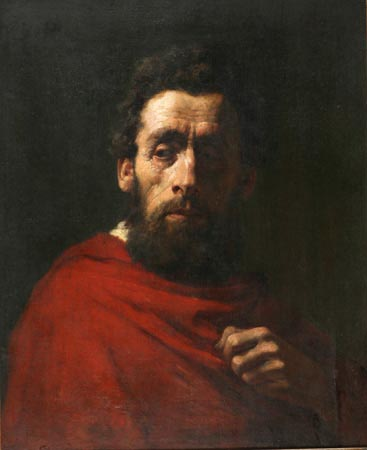
Retrato de hombre desconocido
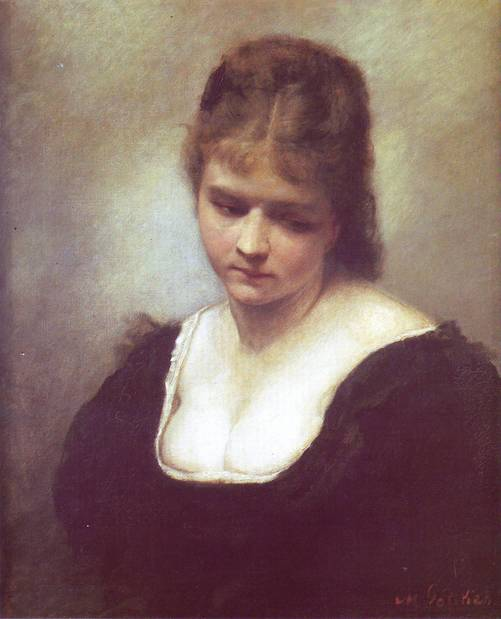
Retrato de una joven, 1878
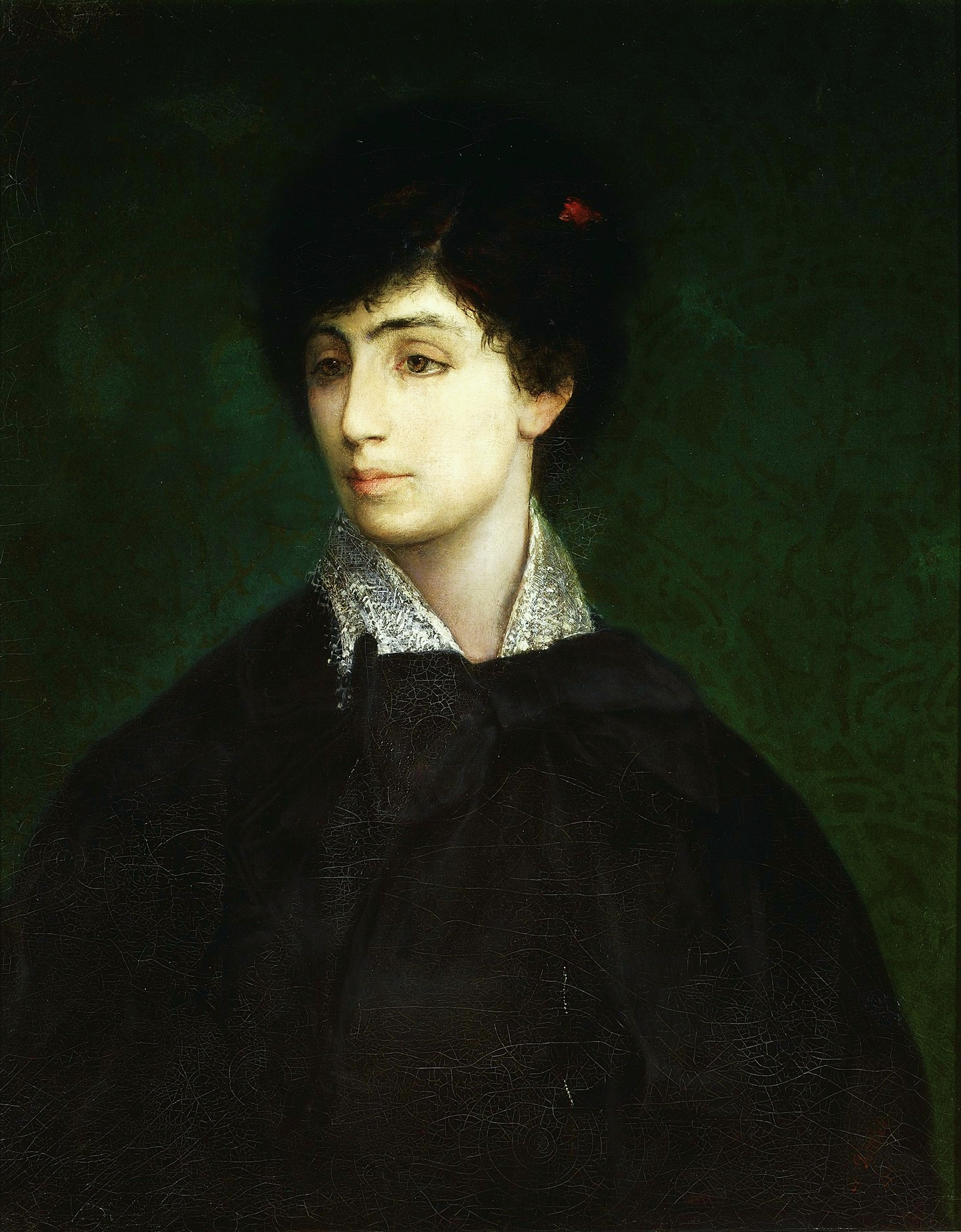
Retrato de una joven judía, 1879
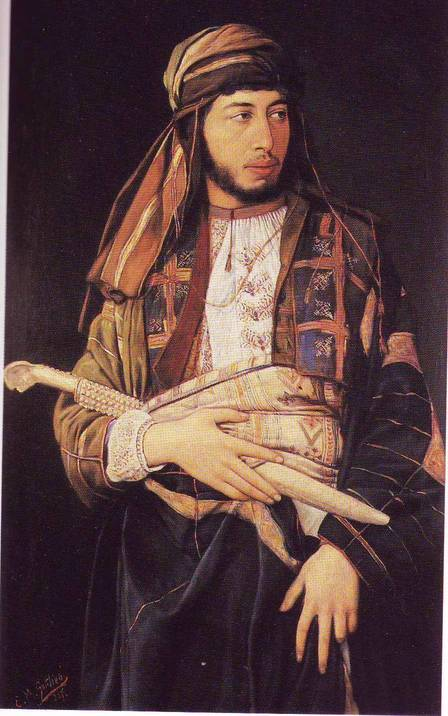
Autorretrato en vestimentas árabes
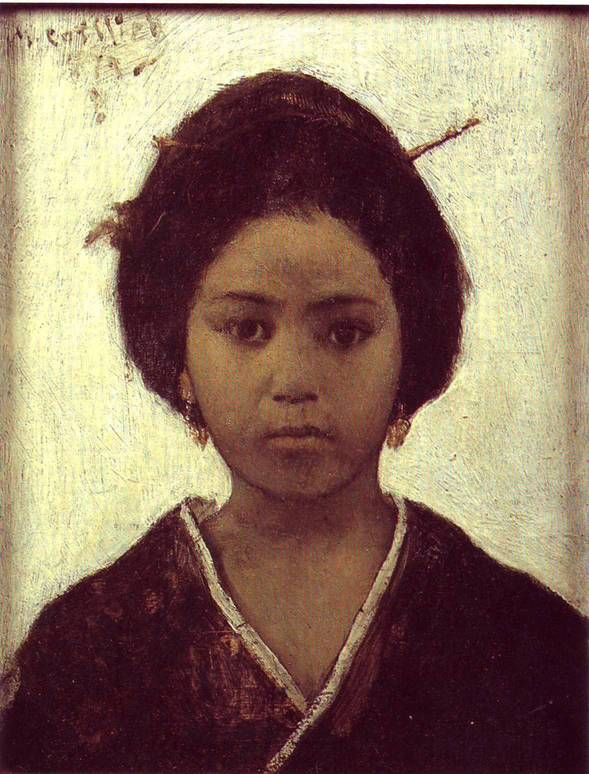
Retrato de mujer japonesa, 1879

Su hermano, el también pintor Leopold Gottlieb, nació cinco años después de su muerte.